# Putin-Liste
Die Putin-Liste, offiziell CAATSA Report, ist eine am 29. Januar 2018 vom US-Finanzministerium veröffentlichte Liste mit 210 russischen Personen, darunter allen führenden Mitgliedern der russischen Regierung und Besitzern großer russischer Unternehmen.

## Hintergrund
Mit dem Countering America’s Adversaries Through Sanctions Act (CAATSA) von 2017 verpflichtete der US-Kongress das US-Finanzministerium (U.S. Department of the Treasury) einen Bericht nebst Liste hinsichtlich der führenden Mitglieder der russischen Regierung und der Oligarchen vorzulegen. Zweck der Liste war die Vorbereitung von Sanktionen im Zusammenhang mit den Manipulationsvorwürfen gegen Russland hinsichtlich der US-Präsidentenwahl 2016 und dem russischen Krieg in der Ukraine einschließlich der Annexion der Krim; das CAATSA verlangte weiter die Einsetzung weiterer Sanktionen bis Januar 2018. Neben Mitarbeitern des Präsidenten, Mitgliedern des Kabinetts und anderen politisch belasteten Personen wurden auch 96 Oligarchen auf die Liste gesetzt. Oligarch im Sinne der Liste war dabei jeder Russe mit einem Vermögen von mehr als einer Milliarde Dollar, inklusive Personen mit nicht-russischer Staatsbürgerschaft und Putin-Kritikern. Vorwürfe, dabei einfach die Forbes-Liste 2017 übernommen zu haben, wurden vom Finanzministerium „nicht zurückgewiesen“
Die US-Regierung erklärte bei Veröffentlichung, auf weitere Sanktionen zu verzichten. Die Liste selbst ist keine Sanktionsliste.

## Sanktionen
Im April 2018 belegten die USA eine Reihe von Personen aus Putins Umfeld mit Sanktionen, um gegen die Untergrabung westlicher Demokratien durch die Föderation vorzugehen. Da der russische Staat unverhältnismäßig zum Wohl von Oligarchen und Eliten arbeite, zielten die Sanktionen auf Vertreter der Eliten. Die USA hofften so den Großteil der russischen Bevölkerung zu verschonen.
Von der Putin-Liste wurden die Oligarchen Wladimir Bogdanow (Nummer 14), Oleg Deripaska (19), Suleiman Kerimow (39), Kirill Schamalow (79), Andrei Skotsch (84) und Wiktor Wekselberg (92) auf die Sanktionsliste gesetzt.